# Río Madawaska
El río Madawaska (en inglés: Madawaska River; en algonquino, Matouweskarini, que significa «gente de las zonas poco profundas») es un río en Ontario, Canadá. El río posee 230 km de largo y drena una cuenca de 8 470 km². Se origina en el Lago Ontario en las tierras altas del Parque Algonquin a una altitud de 450 metros, y fluye hacia el este, cayendo 380 m antes de desembocar en el río Ottawa en la ciudad de Arnprior.
A finales de 1800, el río fue utilizado para transportar la madera de las zonas boscosas cercanas. A partir de la década de 1960, el río se utiliza para generar energía hidroeléctrica. Secciones sin represas ni diques del río también se utilizan para practicar canotaje, kayak, y otras actividades de recreo como la pesca.

## Galería de imágenes

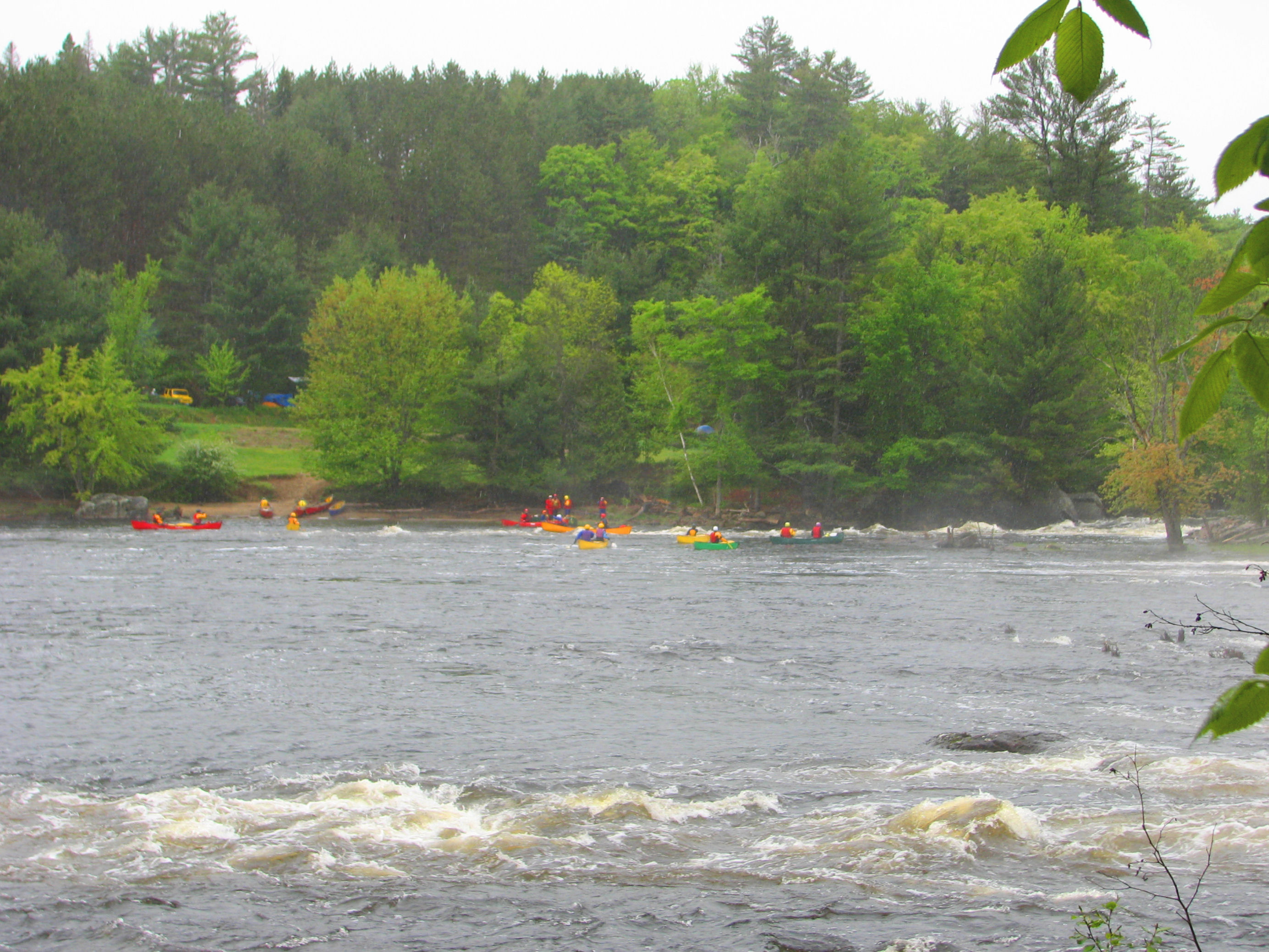
Entrenamiento para canotaje y kayak en los rápidos de Palmer.
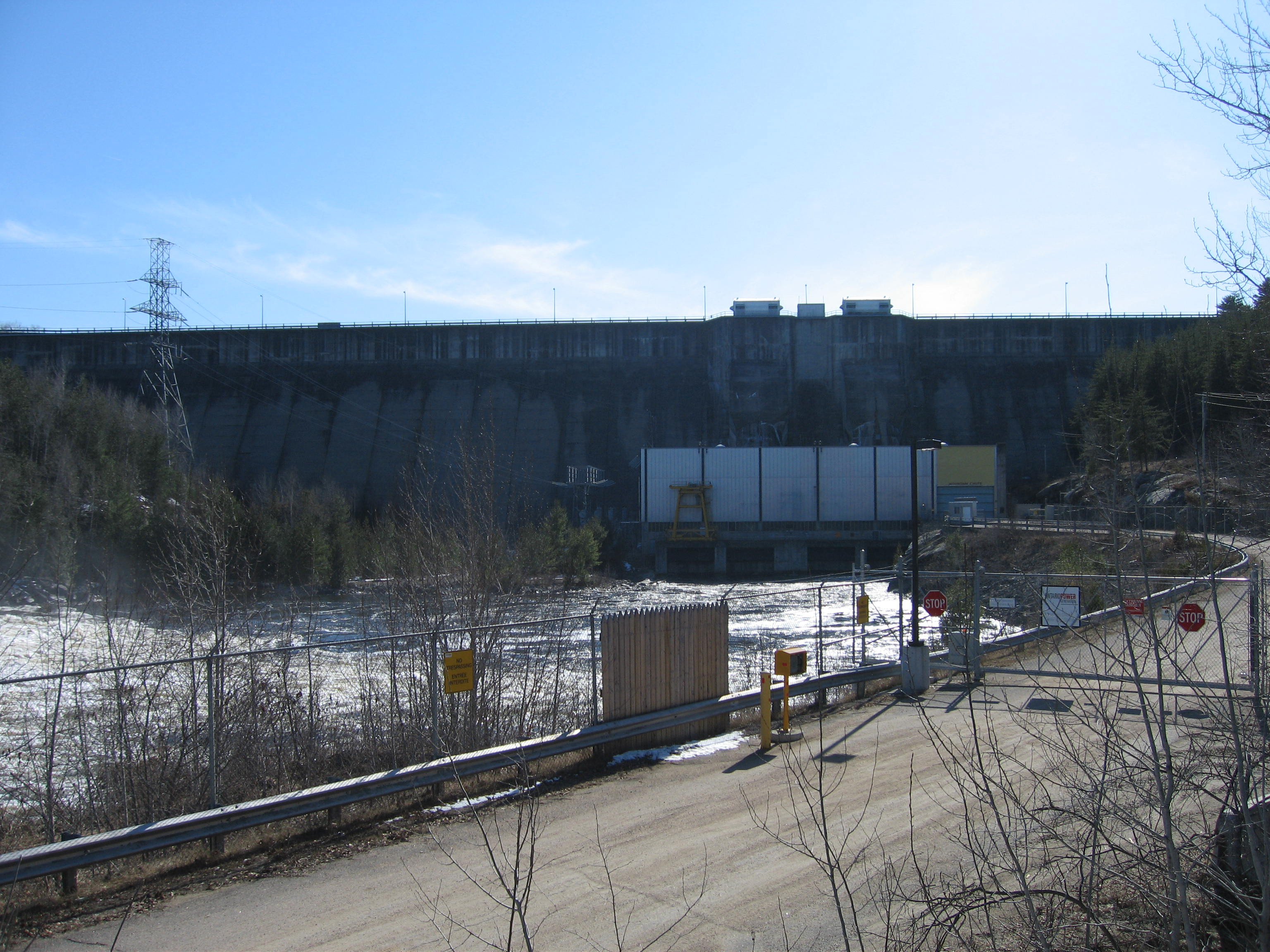
Montaña Chute en Madawaska en el Lago Black Donald.
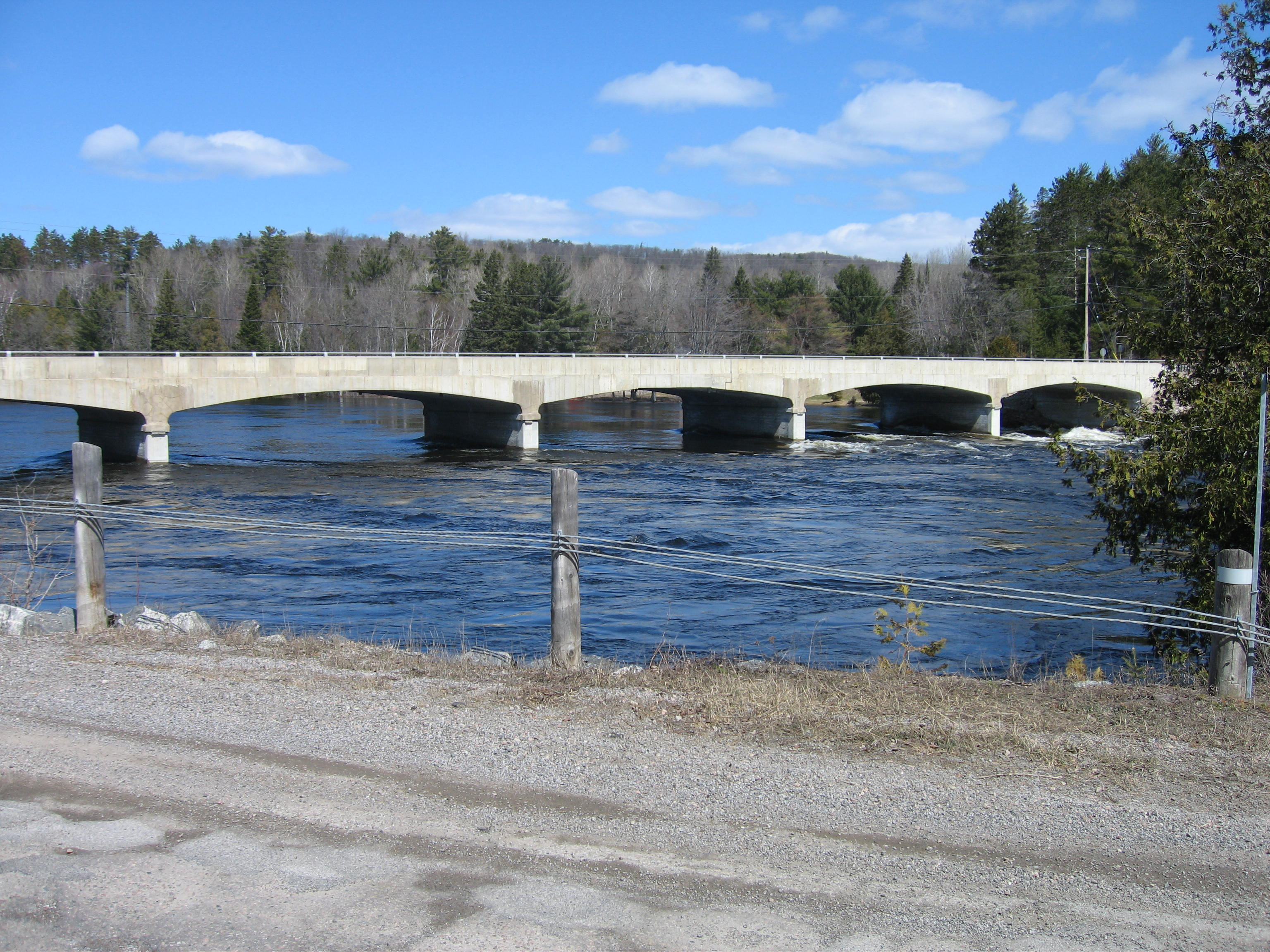
Autopista 41 (Ontario), puente sobre el Madawaska en Griffith, Ontario.